# Titularbistum Trecalae
Trecalae (ital.: Tricala) ist ein Titularbistum der römisch-katholischen Kirche. 
Es geht zurück auf einen antiken Bischofssitz in der Stadt Caltabellotta, die sich auf Sizilien befindet. 
| Titularbischöfe von Trecalae |                                                                  |                                                            |                   |                    |
| Nr.                          | Name                                                             | Amt                                                        | von               | bis                |
| 1                            | Simon Judas Thaddäus Schmidt                                     | Weihbischof in Freising (Deutschland)                      | 10. Mai 1687      | 7. Februar 1691    |
| 2                            | Mariano Talavera y Garcés                                        | Apostolischer Vikar von Santo Tomás de Guayana (Venezuela) | 15. Dezember 1828 | 23. Dezember 1861  |
| 3                            | Buenaventura del Purísimo Corazón de María Portillo y Tejeda OFM | Apostolischer Vikar von Niederkalifornien (Mexiko)         | 9. März 1880      | 25. September 1882 |
| 4                            | Robert Dermot O’Flanagan                                         | emeritierter Bischof von Juneau (USA)                      | 19. Juni 1968     | 13. Januar 1971    |
| 5                            | Charles Joseph Henderson                                         | Weihbischof in Southwark (Großbritannien)                  | 12. Oktober 1972  | 10. April 2006     |
| 6                            | Carlos Briseño Arch OAR                                          | Weihbischof in Mexiko-Stadt (Mexiko)                       | 20. Mai 2006      | 12. November 2018  |